# Ca n'Illa de Dalt
Ca n'Illa de Dalt és una central elèctrica habilitada com esplai de Sant Hilari Sacalm (Selva) inclosa a l'Inventari del Patrimoni Arquitectònic de Catalunya.

## Descripció
Edifici aïllat, situat als afores del nucli urbà de Sant Hilari Sacalm, al costat esquerre de la carretera Sant Hilari - Osor, passat el balneari, just abans del trencall del Soler de Mansolí.
L'edifici, de planta rectangular, consta de planta baixa i pis, i està cobert per una teulada a doble vessant de teula àrab amb el ràfec triple.
A la planta baixa, hi ha diverses obertures, en arc de llinda les finestres o en arc rebaixat els portals, totes voltejades de maó. A la façana curta, on es troba adossada l'escala (afegit posterior) que porta al pis, hi ha dos portals, un dels quals està tapat. A la façana llarga, sobre la qual i al pis hi ha la porta d'entrada, hi ha tres finestres i un portal. Una cornissa de maó separa la planta baixa del pis. La porta d'entrada i les tres finestres, estan situades sobre l'eix d'obertura de les obertures de la planta baixa. Totes són en arc pla i estan voltejades de maó. A la façana curta, sobre el peu de l'escala, només hi ha una finestra en arc de llinda o arc pla.
Entorn de l'edifici hi ha diverses construccions.